# Vladas Žulkus
Vladas Žulkus (* 16. April 1945 in Telšiai, Litauische SSR) ist ein litauischer Archäologe.

## Werdegang
Nach dem Abitur studierte Žulkus von 1962 bis 1964 an der Filiale Vilnius am Kauno politechnikos institutas und von 1970 bis 1976 an der Fakultät für Geschichte der Universität Vilnius, von 1985 bis 1988 in der Aspirantur in Russland. 1988 promovierte er in Moskau zum Thema „Klaipėda ir jos regionas XI–XVII amžiais“ und habilitierte 1999 am Institut für Geschichte Litauens über Kuren (zum Thema „Kuršiai vakarinių baltų geležies amžiaus kultūroje ir visuomenėje“).
Seit 1993 lehrt Žulkus an der Universität Klaipėda, seit 1995 als associate professor, seit 2001 als Professor. Von 2002 bis 2011 war er Rektor der Universität Klaipėda. Seit 2010 ist er korrespondierendes Mitglied des Deutschen Archäologischen Instituts.

## Belege
1. ↑  DAI - Mitglieder. Abgerufen am 21. Juni 2025.

| Personendaten    | Personendaten           |
| ---------------- | ----------------------- |
| NAME             | Žulkus, Vladas          |
| KURZBESCHREIBUNG | litauischer Archäologe  |
| GEBURTSDATUM     | 16. April 1945          |
| GEBURTSORT       | Telšiai, Litauische SSR |